# Cómo tú
"Cómo Tú" é uma música interpretada pelo cantor argentino Luciano Pereyra. Foi lançado como o primeiro single do álbum La Vida al Viento (2017) pela gravadora Universal Music em 15 de Setembro de 2017.

## Informações
"Cómo Tú" é um reggaetón de quatro minutos escrito por Andrés Castro, Guianko Gómez e também pelo próprio Luciano Pereyra. A canção fala sobre intensas e inesperadas reviravoltas da vida do protagonista, que é um boxeador em ascensão. Além de lidar com o sucesso na profissão, vai ter que lidar com sua vida amorosa que está dividida entre um novo e ex amor. A faixa se complementa com o segundo single do álbum, "Es mi Culpa". As duas fazem parte do mesmo enredo, começando com "Cómo Tú".

## Lançamentos
O single foi lançado em 15 de Setembro de 2017 em download digital e streaming pelas plataformas digitais.

## Videoclipe
O videoclipe da canção foi também lançado em 15 de Setembro de 2017, junto com "Es mi Culpa", por ser abordar a mesma história.

## Outras versões
Pereyra regravou a canção em versão remix em parceria com o cantor espanhol Juan Magán. Foi lançado em download digital e em streaming no dia 14 de Agosto de 2018. Em Junho de 2019, o cantor gravou a canção em parceria com a atriz e cantora mexicana Lucero. Foi lançado em 7 de Junho de 2019 como primeiro single da edição especial do 26º álbum de estúdio da artista, Sólo Me Faltabas Tú (2019).

## Formato e duração
- Download digital / streaming

1. "Cómo Tú" – 3:38
2. "Cómo Tú (Juan Magán RMX)" – 3:26
3. "Cómo Tú" (feat. Lucero) – 3:35